# 10 Upper Bank Street
El 10 Upper Bank Street es uno de los muchos rascacielos de Canary Wharf, en Docklands, Londres. El edificio consta de 32 plantas y mide 151 metros de altura, por lo que es décimo edificio por altura en la ciudad (2011).
La torre fue terminada en 2003, y es propiedad de la firma Clifford Chance que por ley tiene su sede en el edificio.[cita requerida] El proyecto lo desarrolló la conocida marca de arquitectos de Nueva York Kohn Pedersen Fox Associates y fue llevado a cabo por la local Canary Wharf Contractors. En las inmediaciones hay dos rascacielos más de su misma altura: el 25 Bank Street y el 40 Bank Street. Heron Quays (donde se localiza la edificación) forma parte de la gran Canary Wharf de Londres, que es el principal distrito financiero del país, formado por los tres edificios más altos en el Reino Unido hasta el año 2011, One Canada Square, 8 Canada Square y 25 Canada Square, que fueron superados por la Heron Tower en la City de Londres
La mayor parte del edificio está ocupada por Clifford Chance, una de las firmas de abogados más grandes del mundo, pero unos cuantos pisos están alquilados para otras empresas, entre ellos el Grupo FTSE o KPMG. Infosys Technologies Limited tiene su sede central del Reino Unido en el piso 14, el piso 15 también lo tiene alquilado Infosys para su centro de desarrollo.